# Кавказский 1-й казачий полк
1-й Кавказский Наместника Екатеринославского Генерала-Фельдмаршала Князя Потемкина-Таврического полк, Кубанского казачьего войска
- Старшинство — 1788 г.
- Полковой праздник — общий с войском.

## Формирование полка
1-й Кавказский полк Кубанского казачьего войска ведёт свою историю от верных Запорожских казаков.
14 января 1788 года из верных Запорожцев учреждено войско верных казаков Черноморских, имевших в своём составе пешие и конные части.

## Список станиц полкового округа
Полковой округ — Кавказский, состоял из станиц Кавказского отдела Кубанской области.
- Кавказская
- Архангельская
- Дмитриевская
- Ильинская
- Казанская
- Новодонецкая
- Новомалороссийская
- Новопокровская
- Терновская
- Тифлисская
- Тихорецкая
- Успенская

Общее расписание полков Кавказского линейного казачьего войска за 1845 год
Штаб в ст-це Архангельской, кордона не имел, станицы:
- Архангельская — 1600 д.м.п.
- Ильинская — 2331 д.м.п.
- Новодонецкая — 880 д.м.п.
- Новомалороссийская — 1542 д.м.п.

## Знаки отличий
- Полковой георгиевский штандарт с надписью «За отличие в Турецкую войну и в делах, бывших против Горцев в 1828 и 1829 годах, при покорении Западного Кавказа в 1864 году и за отличие при Деве-Бойну 23-го октября 1877 года», пожалованный 13 октября 1878,
- 12-ть георгиевских серебряных труб с надписью «За отличие в Турецкую войну 1877 и 1878 годов», пожалованных 13 октября 1878,
- Знаки отличия на головных уборах с надписью «За отличие в 1854 году» в 1-й полусотне 1-й сотни, пожалованные 30 августа 1856 года,
- Знаки отличие на головных уборах с надписью «За отличие при покорении Западного Кавказа в 1864 году» во 2-й полусотне 1-й сотни и во 2-й, 3-й, 4-й, 5-й и 6-й сотнях, пожалованные 20 июля 1865 года,
- Белевая тесьма на воротнике и рукавах мундиров нижних чинов, пожалованная 6 декабря 1908 года.

## Командиры полка
- 15.03.1904-01.01.1910 — полковник Чаун, Антон Георгиевич
- 30.11.1911-17.10.1915 — полковник Мигузов, Дмитрий Александрович